# Mal de Nós
Mal de Nós é um filme português realizado em 1999 por Alberto Seixas Santos.

## Elenco
- Pauline Cadell
- Rui Morrison
- Alexandre Pinto
- Lia Gama
- Zita Duarte
- Don Baker
- Luís Esparteiro
- Sofia Aparício